# آجانی فورتونه
آجانی فورتونه (انگلیسی: Ajani Fortune؛ زادهٔ ۳۰ دسامبر ۲۰۰۲) بازیکن فوتبال اهل ترینیداد و توباگو است.
از باشگاه‌هایی که در آن بازی کرده‌است می‌توان به اشاره کرد.
وی همچنین در تیم‌های ملی فوتبال Trinidad and Tobago national under-17 football team و ترینیداد و توباگو بازی کرده‌است.